# World Maths Day
World Maths Day, in italiano giornata mondiale della matematica, è una sfida mondiale di matematica  su internet.
È la festa dei numeri, nella quale i bambini di tutto il mondo sono uniti allo scopo di rispondere a quanti più problemi di aritmetica possibili.
Il world math day ha luogo il 14 marzo ed è anche noto come "pi day" a causa del formato americano della data (3-14); è anche il giorno di nascita di Einstein.
La gara è sponsorizzata da ‘'Voyager Expanded Learning'‘ e da "3P Learning".

## Iscrizioni
Gli insegnanti di qualunque scuola del mondo possono inviare le informazioni sulla loro classe, tramite email nella forma di un documento Excel. Questa informazione è poi elaborata e l'insegnante riceve un'email contenente i dettagli per l'accesso. Dalla schermata di amministrazione il docente stampa le schede d'accesso per la sua classe. Esse contengono i dati d'accesso per ciascun membro della classe.
Ogni account può avere il proprio "Mathelete", che è come un avatar che gli altri partecipanti possono vedere mentre stai online. Puoi modificare capelli, pelle, occhi, naso ecc. del tuo "Mathelete".
I diversi tipi di account sono divisi in differenti gruppi di abilità, distinti da grado di classe e/o dall'età. I gruppi di abilità sono mostrati come livelli; con livello 4 che significa scuola superiore, 3 scuola media ecc.

## Svolgimento
All'inizio della gara, al giocatore è mostrata una mappa del mondo mentre il sistema cerca altri partecipanti in tutto il mondo. Il nome, la scuola e nazione di ciascun giocatore è mostrato durante la ricerca e durante la gara. Ogni partecipante può sfidarsi soltanto con un avversario dello stesso livello d'abilità. Se il sistema non trova nessun giocatore, lo sfidante inizierà una gara contro "Il computer".
Ogni sfida dura 60 secondi e il partecipante deve rispondere a quanti più problemi aritmetici può entro il tempo limite. Ogni sfida ha problemi che utilizzano tutti il solito operatore matematico (+ - x ÷). Tutte le domande hanno risposte che sono inferiori a 100 e alla maggioranza dei quesiti si può rispondere in pochi secondi.
Ogni sfidante ha tre "vite": una vita è persa dopo ogni risposta errata e se si arriva a 0 vite si è rimossi dalla gara.

## Risultati
I risultati di tutte le sfide sono controllati e pubblicati in "Halls of Fame" nella homepage.